# Rajna Kabaiwanska

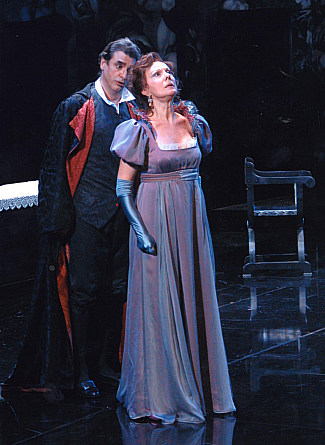
Rajna Kabaiwanska (Tosca) mit Enrigue Baquerizo (Scarpia)

Rajna Kabaiwanska (bulgarisch Райна Кабаиванска, Geburtsname Rajna Jakimowa; * 15. Dezember 1934 in Burgas) ist eine bulgarische Opernsängerin (Sopran).

## Leben
Rajna Kabaiwanska wurde in der bulgarischen Schwarzmeerstadt Burgas geboren. Ihr Vater war Arzt, ihre Mutter Physiklehrerin. Sie studierte Klavier und Gesang (erst Mezzosopran, später Sopran) am Staatlichen Konservatorium in Sofia. Ihre ersten Auftritte waren an der Oper Sofia in Eugene Onegin (1957) und Un ballo in maschera (1958).
1958 erhielt sie ein Stipendium für ein weiteres Studium in Moskau, sie erreichte jedoch eine Änderung der  Stipendienbedingungen und ging stattdessen nach Mailand, wo sie bei Zita Fumagalli Riva studierte. 1959 debütierte sie in Der Mantel von Puccini und in Bajazzo von Leoncavallo; im gleichen Jahr gewann sie (zusammen mit Luciano Pavarotti) den Opernwettbewerb in Vercelli.
Es folgten Auftritte an unterschiedlichen Theatern in Italien (San Remo, Mantua, Trento, Bozen usw.). Zwischen 1960 und 1980 sang sie an den großen Opernhäusern, wie Teatro alla Scala, Metropolitan Opera, Carnegie Hall, Covent Garden, Bolschoi-Theater oder Teatro Colón. Unter Herbert von Karajan trat sie auch an der Wiener Staatsoper und bei den Salzburger Festspielen auf.
Am 8. September 2007 sang sie auf der Trauerfeier für Luciano Pavarotti in Modena das Ave Maria der Desdemona aus Otello.

## Preise
- 1965 Bellini-Preis
- 1970 Preis Viotti d'oro
- 1978 Puccini-Preis
- 1979 Illica-Preis
- 1980 Monteverdi-Preis
- 1981 Premio Bacco dei Borbone, Festival della Valle d’Itria
- 1990 Preis der Accademia Medici–Lorenzo il Magnifico (Florenz)
- 1994 Die höchste bulgarische staatliche Auszeichnung, der Orden „Stara Planina“, für einen außerordentlichen Beitrag zur bulgarischen Kunst und zur Entwicklung der Demokratie in Bulgarien
- 1998 Doctor honoris causa der Neuen Bulgarischen Universität Sofia
- 2000 Preis Una vita dedicata alla musica (Ein Leben, der Musik gewidmet), Venedig
- Ordensträgerin des Ordens der Italienischen Republik für bürgerlichen Heldenmut und einen außerordentlichen Beitrag in der Kunst.
- Fünfmal wurde Rajna Kabaiwanska populärste Persönlichkeit Italiens und zweimal Musikerin des Jahres.

Derzeit lehrt Rajna Kabaiwanska als Professorin an der Accademia di Musica Chigiana in Italien.

## Repertoire
Rajna Kabaiwanska wurde vor allem durch Rollen wie Tosca, Madama Butterfly und La traviata berühmt. Ihre  Stimme zeichnete sich durch unverwechselbares Timbre, große stilistische und Nuancenvielfalt aus und eignete sich sowohl für dramatische als auch für lyrische Rollen. Im Februar 2002 verabschiedete sie sich mit einem Konzert in der Scala von Tosca („Addio a Tosca“).
Das Repertoire Kabaiwanskas umfasste unter anderem:
- Giuseppe Verdi (Don Carlo, Otello, Falstaff, La traviata, Il trovatore, La forza del destino, I vespri siciliani, Ernani, Requiem, Macbeth)
- Giacomo Puccini (Madama Butterfly, Tosca, Manon Lescaut, La Bohème)
- Richard Wagner (Rienzi)
- Francesco Cilea (Adriana Lecouvreur)
- Gaetano Donizetti (Roberto Devereux, Fausta)
- Vincenzo Bellini (Beatrice di Tenda)
- Ruggero Leoncavallo (Pagliacci)
- Charles Gounod (Faust)
- Jules Massenet (Manon)
- Alfredo Catalani (La Wally)
- Peter Tschaikowski  (Pique Dame, Eugen Onegin)
- Richard Strauss (Capriccio)
- Riccardo Zandonai (Francesca da Rimini)
- Gaspare Spontini (La vestale)
- Christoph Willibald Gluck (Armide)
- Leoš Janáček (Die Sache Makropulos)
- Franz Lehár (Die lustige Witwe)

## Rajna-Kabaiwanska-Fonds
2002 wurde gemeinsam mit der Neuen Bulgarischen Universität der Rajna-Kabaiwanska-Fonds gegründet. Es werden jährlich Meisterklassen für hochbegabte Musiknachwuchstalente aus aller Welt gebildet mit der anschließenden Möglichkeit, Stipendien zum weiteren Musikstudium in Italien etc. zu erhalten.